# Holger Drachmann
Holger Henrik Herholdt Drachmann (født 9. oktober 1846 i København, død 14. januar 1908 i Hornbæk) var en dansk digter og kunstmaler. Han er en af Det Moderne Gennembruds ledende mænd. Han var far til maler og forfatter Eva Drachmann og politikeren Povl Drachmann.

## Historie
Han blev født i København, hvor hans far Andreas Georg Drachmann (1810-1892) var kirurg ved Søetaten. Hans mor var Wilhelmine Marie Stæhr (1820-1857). Han blev uddannet maler hos C.F. Sørensen, men digtekunsten vandt.
1868 drog Drachmann til Bornholm for at blive maler. Her fandt han Vilhelmine Erichsen, som han giftede sig med i 1871. Ægteskabet holdt til 1874. De blev skilt i 1878, hvorefter Vilhelmine giftede sig med Valdemar Hilarius-Kalkau, der adopterede Drachmanns datter Eva.
Drachmann fik sit litterære gennembrud med digtsamlingen Digte (1872), min Ven Georg Brandes tilegnet. I den viste han revolutionære interesser (digtene Engelske Socialister, Den 28. november 1871 og King Mob).
Han var kendt for de mange kvinder, som inspirerede hans digtning, og han vakte ofte skandale. Efter sin første skilsmisse indledte han et lidenskabeligt forhold til en gift kvinde, Polly. Han fik et barn med hende, men hun flygtede fra ham.
I Hamburg mødte han en ung pige, Emmy, som han betroede sig til om sin hjertesorg. Emmy forelskede sig i ham uden at ane, at det var hendes søster, Polly, han talte om. Det fortalte han hende i et brev, og hun flygtede til England. De blev alligevel gift og adopterede hans datter med Polly. Selv fik de fire børn. Ægteskabet var vanskeligt også på grund af dårlig økonomi, men de stod hinanden nær. I 1887 blev Emmy syg under sin sidste fødsel.
Samme år døde det ene barn af difteritis, og måske som en flugt forelskede Drachmann sig i syngepigen Amanda Nielsen, som han kaldte "Edith". Hun blev den mest betydningsfulde af hans mange muser. Emmy skrev fem år efter Drachmanns død deres historie ned i et kladdehefte og på nogle løse ark.
I "Edith" fortæller Emmy, hvordan hun vidste, at Drachmann ville forlade hende, skønt han intet sagde, og hvordan hun knapt kunne få sig til at følge ham til Hovedbanegården. Der udbrød han: "Emmy, tro mig, når jeg siger, at jeg kommer igen. Hører du – måske vil der gå et, måske to år. Men da vil jeg på en langt smukkere måde end før kunne sige: Jeg elsker dig". Det skete aldrig. Familien skænkede manuskriptet til "Edith" til Det Kongelige Bibliotek i 1990.
Han foretrak Amanda Nielsen trods hendes fattige herkomst, gadesprog og tvivlsomme erhverv. Skilles fra Emmy ville han ikke: han holdt af sin familie og ville skåne den og sig selv for skandalen. Senere brød Amanda med ham for at gifte sig med en rig pølsemager, og fordi Drachmann havde fundet den norske visesangerinde Bokken Lasson, Oda Krohgs søster.
Men hurtigt blev han fanget ind af Bokkens anden søster, den lunefulde og dominerende Soffi. Han adlød, da hun forlangte, at han skulle skilles fra Emmy (1903).
Emmy overlevede Drachmann med tyve år. Hun blev 74 år. "Edith", som var 12 år yngre end Emmy, døde 87 år gammel i 1953. Hun fik ingen børn med Drachmann og misundte Emmy hendes.
Soffi blev Drachmanns sidste kone, men langtfra hans sidste muse. Emmy bebrejdede sig, at hun havde trættet Drachmann med sin sorg:
"Jeg har grædt bitre og mange tårer for hans skyld, alt for mange ubeherskede – nu jeg er gammel og tårernes væld er tørknet – ser jeg min uforstand. Men så siger jeg dog: Begyndte livet forfra, jeg handlede på ganske samme måde – jeg lagde min hånd i hans og sagde, jeg tror på dig. Velsignet du, velsignet alle dage."
Han gæstede i en årrække Helsingør og Hornbæk, hvor han var en farverig person både i borgerskabets selskabsliv og blandt fiskere, da han fra barnsben havde interesse for søfart. Skagen var et andet af hans foretrukne opholdssteder. Skagen er særligt knyttet til hans navn.
I 1883 brød Drachmann voldsomt med Brandes-bevægelsen, nærmede sig de konservative og optrådte den næste halve snes år som national, traditionel og forsvarsvenlig skribent. Fra denne periode stammer nogle af hans populæreste dramaer som Der var engang (1887). Fra begyndelsen af 1890'erne sluttede han sig atter til det Moderne Gennembrud uden dog at ændre sine emner stort.
Han blev Ridder af Dannebrog 1887 og Kommandør af 2. grad 1906.

## Død
Drachmann døde på Dr. E. Brünniches Privatklinik i Hornbæk og blev begravet i Skagen 26. januar 1908. Gravkammeret ligger på Grenen, og er tegnet af kunstnervennen P.S. Krøyer.
D. 9. Oktober 1936 afsløredes en mindesten på havnepladsen i Hornbæk, skænket som gave af den kendte stenhuggermester Peter Schannong. Afsløringen af stenen, som er en mandshøj søsten med bronzerelief udført af billedhugger Jakob Bregnø, blev overværet af flere hundrede mennesker på havnepladsen.

## Kunstmaleren Drachmann
Drachmann blev indskrevet på Kunstakademiet i 1866. Her fik han undervisning af bl.a. eckersbergeleven Wilhelm Marstrand og marinemaleren C.F. Sørensen. En stor del af studietiden brugte Drachmann på Bornholm, hvor han fandt inspiration i havet og skibene. Han debuterede på Forårsudstillingen i 1869 og var i de næste fem år fast inventar på Charlottenborgudstillingerne.
Drachmann havde altid en skitseblok på sig og yndede at nedfælde de indtryk, han fandt på sine mange rejser – bl.a. til Newfoundland og England – samt på sine småture i Danmark. I det gamle påklædningsværelse i Villa Pax findes skitser af palmer og prospekter fra Rom.
Maleriet var en sidebeskæftigelse til Drachmanns forfatterskab, da det var skriverierne, Drachmann tjente penge på. Det betyder dog ikke nødvendigvis, at maleriet kun var en fritidsinteresse. Omkring 1880 skriver Emmy, Drachmanns anden kone, i sine erindringer: "For Resten malede han en Del og gik aldrig ud uden at have sin Skitsebog med sig. Jeg forstod, at Maleriet var en Lidenskab hos ham. Vi gik aldrig en Spadseretur, uden at han 'lavede Malerier' med Haanden skyggende for Øjet, indrammende et eller andet Motiv, og talte om de Farver, der skulde bruges. Han kunde ogsaa pludselig afbryde Turen ved at sige: 'Næ, dette her MAA jeg tegne!' - hvorpaa han gav sig i Lag dermed og fuldstændig glemte, at jeg var med." Drachmann vedblev at male til sin død i 1908, og da Villa Pax i 1902 blev bygget om, blev næsten halvdelen af huset inddraget til atelier.
Drachmanns yndlingsmotiv var det brølende hav og den rasende storm, og hans mest brugte motiv fra skagensårene er Grenen og Det Grå Fyr samt Skagen Nordstrand. Drachmanns force var marinemaleriet, selv om det var en temmelig bagstræberisk affære i 1870’erne – tænk på, at impressionisterne holdt deres første udstilling i 1874! – men Drachmann formåede i begyndelsen af 1900-tallet at løsne sin teknik op, og selv om motivet var det samme, blev strøgene mere tydelige og lyset mere levende.

## Mere om værketI Storm og Stille.
Fortællingerne I Storm & Stille udkom i 1899 og står i skyggen af Digte fra 1872 (med Engelske Socialister). Historierne illustreres af Christian Mølsted, der skildrer dem med sans for detaljen.
I Storm og Stille er fire fortællinger, som fokuserer på kærlighedens bryderier: Kunstneren skildrer et utal af giftermål, skilsmisser og muser. Drachmann får anerkendelse som en af det moderne gennembruds centrale kunstenere som Georg Brandes og Herman Bang. Drachmann fulgte den nye strømning i samfundet: Tendensen af realisme i kunsten, evolutionisme i videnskaben, nihilisme i filosofien, begær og drifter i psykologien og rationalismen som ideologisk grundlag og indrammer den periode vi kalder: Det Moderne Gennembrud.
Bogen er en naturtro læseoplevelse i fire dele, der hver rummer en essens af havets nærvær:
- Now Tommy er en glimrende fortælling om en excentrisk engelsk lord, der vædder med en fattig arbejder, om denne tør springe over skinnerne foran et frembrusende lokomotiv.
- Flugten Til Amerika beskriver den drengede flugt til Hven i Øresund. Vovemodet og drengenes strabadser overgås af det kække samspil mellem de fire fyre.
- Ørnen beskriver kort en skippers samspil med besætningen på forskellige togter.
- Fra Stormflodens tid handler om et skibsforlis, der overleves af to besætningsmedlemmer.